# Piotr Rehbinder
Piotr Alexandrovitch Rehbinder (en russe : Петр Александрович Ребиндер), né le 3 octobre 1898 à Saint-Pétersbourg et mort le 12 juillet 1972 à Moscou, est un physicien et chimiste soviétique, membre de l'académie des sciences d'URSS à partir de 1946 et héros du travail socialiste depuis 1968.

## Biographie
Piotr Rehbinder est né dans la capitale de l'Empire russe dans une branche cadette de la famille von Rehbinder, famille de la noblesse germano-balte russifiée. Il termine en 1924 la faculté de physique et de mathématiques du MGOu et devient professeur en 1929 à Moscou à l'institut pédagogique Liebknecht. Il est nommé membre correspondant de l'académie des sciences d'URSS en 1933, dans le domaine des mathématiques et des sciences exactes. Il dirige un laboratoire de recherches de 1934 à sa mort, ainsi qu'un département de dispersion chimique, nommé institut colloïdo-électrochimique, et renommé en 1945 institut de chimie physique. Rehbinder est nommé en 1942 professeur à la chaire de chimie colloïdale de l'université de Moscou. Il est académicien le 30 novembre 1946. Il crée en 1958 le conseil scientifique de l'académie des sciences spécialisé dans le domaine de la chimie colloïdale et de la mécanique physico-chimique. Il devient président du comité national d'URSS auprès du comité international des substances chimiques de surface active, en 1967 et l'année suivante il est rédacteur en chef du magazine de chimie colloïdale.
Piotr Rehbinder est l'auteur de plus de cinq cents travaux, aussi bien théoriques que d'application. Il découvre en 1928 l'« effet Rehbinder » sur l'adsorption de la force des matériaux en mécanique physico-chimique. C'était aussi un philatéliste passionné à l'origine de l'exposition internationale de philatélie en 1957 à Moscou ; il faisait partie du comité rédactionnel du magazine Philatélie d'URSS», créé en 1966. Un timbre soviétique lui a été consacré pour le soixante-quinzième anniversaire de sa naissance.